# Donna di spade
Donna di spade è un romanzo di Giuseppe Pederiali del 1991, vincitore del Premio Campione d'Italia.

## Trama
Sulla riva del lago Gerundo, la giovane Buarina funge da esca per attirare il drago Tarantasio, che i suoi compaesani uccideranno per cibarsene. Mentre fervono i lavori attorno alla carcassa del drago, giunge Orlando, paladino di Carlo Magno che in quel momento sta assediando Pavia dove si è asserragliato il re dei Longobardi Desiderio. Egli intende ingaggiare il popolo del Gerundo perché costruisca macchine d'assedio con cui espugnare la città. Vedendo un ragazzino con gli occhi a mandorla di nome Babai, il paladino ha un mancamento perché le sue fattezze gli hanno ricordato la sua amata Angelica, che dodici anni prima era stata causa della sua pazzia. Si mette quindi a cercarla nelle terre che emergono dal lago. Buarina informa di ciò Lupo, un uomo cresciuto con i lupi che per proteggere il suo branco si è fatto ingaggiare dal gastaldo di Lodi come cacciatore: questi si reca allora sull'isoletta dove vivono Angelica, il suo sposo Medoro e il loro figlio Babai, per avvertirli che un cavaliere franco è sulle loro tracce.
Intanto, a Pavia, l'assediato Desiderio propone a Carlo una sfida tra i paladini franchi e un drappello di guerrieri longobardi, ma non volendo privarsi dei più validi difensori della città manda allo sbaraglio dei giovani scudieri con pochissima esperienza, che vengono massacrati. L'unico a salvarsi è Rodoaldo, rimasto mutilato nello scontro con Astolfo che, mosso a pietà, lo fa raccogliere e curare.
Lupo raggiunge Angelica e i suoi famigliari e li avverte del pericolo, consigliando loro di rifugiarsi nei Sette Mari alla foce del Po. Riescono così per poco a sfuggire a Orlando. L'anguana Aa, che vive tra le acque del Gerundo, li fa aiutare dai parpaioni, creature con aspetto e proporzioni umane e grandi ali di farfalla, che li portano in volo per un tratto sopra la pianura, finché non sopraggiungono Orlando e Astolfo sull'ippogrifo, che fanno strage di parpaioni. I fuggitivi precipitano nel Po ma si salvano perché in fondo al fiume si trova il castello incantato del mago Spiplino, allievo di Merlino, che dopo un'iniziale diffindenza si affeziona ai suoi ospiti forzati, in particolare a Babai, che da grande vorrebbe diventare un mago potentissimo. Ciò provoca però la distruzione del castello, che resisteva alla pressione dell'acqua grazie all'egoismo di cui si nutriva Spiplino nella sua solitudine. Risputati dalle acque del Po, Lupo, Angelica, Medoro e Babai riprendono il loro viaggio verso i Sette Mari; a loro si aggiunge Rodoaldo, che è fuggito dalla tenda di Astolfo rubando Gioiosa, la spada del paladino, che lo insegue per riprendersela e vendicarsi. Lungo la strada incontrano cinque persone (quattro uomini e una donna di nome Sciagiarra) che si spacciano per mendicanti ma in realtà sono sicari musulmani inviati dall'emiro di Cordova per uccidere i paladini di Carlo Magno. Medoro, che ha riconosciuto i suoi correligionari, decide allora di andare ad affrontare Orlando a rischio della vita, sperando che questo atto dia maggiori possibilità di salvezza alla moglie e al figlio. Sono molti anni che il saraceno non imbraccia più le armi, e il paladino riesce ad ucciderlo facilmente.
I quattro superstiti sono ospitati all'Abbazia di Nonantola dall'abate Anselmo, che li avverte che i paladini presto arriveranno vicino ai Sette Mari perché hanno avuto la missione di tagliare l'Alberone che si trova presso Cento, rimasto un luogo di culto pagano assai frequentato, di concerto col duca Giovanni di Persiceta che è passato dalla parte dei Franchi. Lupo, Angelica, Babai e Rodolado si recano quindi all'Alberone, per aiutare molti degli abitatori della foresta, umani o fatati, che si sono radunati per difendere la pianta assieme al suo sacerdote Baradoz. Quando giungono Orlando, Rinaldo e Astolfo assieme a Sciagiarra, fatta prigioniera, e ai soldati in appoggio, la battaglia divampa e i difensori, tra cui Rodoaldo, vengono sopraffatti. Poco dopo la fine delle ostilità, la zona è spazzata da un'alluvione: Lupo, nel tentativo di tenere Babai sopra il pelo dell'acqua, viene sommerso dal fango e muore.
I paladini sono ospitati dal duca di Finalis che dà un banchetto in loro onore, durante il quale i sicari musulmani attentano alla loro vita; tuttavia Sciagiarra, che aveva iniziato ad amare Rinaldo, si frappone tra il cavaliere e la scimitarra di un suo compagno, rimanendone uccisa. Rinaldo, nel tentativo di riportarla tra i vivi, si reca a Comacchio, dove si trova un saraceno con fama di negromante. Questi gliela fa incontrare in una visione provocata da una pozione a base di Amanita muscaria, ma Sciagiarra, ormai divenuta un'urì del paradiso musulmano, rifiuta di ritornare.
Angelica, che durante l'alluvione è stata raccolta da alcuni contadini e pescatori, cerca senza successo il figlio, infine decide d'imbarcarsi per riprendere il viaggio che l'aveva portata in Europa: essa doveva infatti andare sposa a un re basco. Sulla nave incontra, diretto verso la Sicilia, il burattinaio Maimone, che ha creato dei pupi con le fattezze dei paladini di Carlo Magno. 
Alcuni anni dopo, una retroguardia dell'esercito franco mentre è in terra di Spagna cade vittima di un'imboscata ad opera dei Baschi. Orlando, uno degli ultimi superstiti, è affrontato da un guerriero che gli si svela come Angelica, ora la regina di quel popolo, che gli dà il colpo di grazia.
Presso l'antico Alberone, Babai, in compagnia di Spiplino trasformatosi in rana per sfuggire all'annegamento dopo la distruzione del castello, fa crescere una nuova pianta, benvoluto dalla gente del posto che lo considera il successore di Baradoz.

## Origine letteraria
La vicenda del romanzo si pone in successione con quella dell'Orlando furioso di Ludovico Ariosto, di cui riprende molti personaggi, ma calandoli in un momento storico ben preciso come l'assedio di Pavia in seguito all'invasione, da parte dei Franchi, del Regno Longobardo, avvenuta nel 774. L'omaggio all' Orlando innamorato e al Furioso è reso palese anche dalla presenza, tra i personaggi, dei due amanuensi Boiardo da Scandiano e Ariosto da Ferrara, che hanno gli stessi nomi dei due autori. Non mancano riferimenti alle leggende popolari e a motivi folcloristici della Pianura Padana, come quelle sulla presenza di coccodrilli nei corsi d'acqua e a culti tributati agli alberi anche molto dopo la cristianizzazione di quelle terre.
Tra i brani recitati dai cantastorie vi sono pezzi originali della letteratura cavalleresca medievale come l'Orlandino franco-veneto.

## Opere correlate
Rapporti con le altre opere di Giuseppe Pederiali sono costituiti dai riferimenti ai Sette Mari, che sono il teatro dell'azione del precedente romanzo Le città del diluvio, di cui sono citati anche i personaggi Vitige, Ambiorige e Paparocia, e alla leggenda del bigatto di guardia all'enorme zucca de Il tesoro del Bigatto. Il finto drago imbalsamato, costruito in realtà con pezzi di altri animali, richiama l'altro romanzo Il drago nella fumana.

## Critica
Gian Filippo Pizzo mette Donna di spade su un livello di continuità, nelle tematiche del fantasy storico, con i romanzi della precedente trilogia fantastica (Le città del diluvio, Il tesoro del Bigatto e La Compagnia della Selva Bella). Lo considera una dimostrazione della grande capacità narrativa dell'autore, con un linguaggio che fa uso talvolta di arcaismi e termini dialettali per dare maggiore espressività al racconto, e con descrizioni che sembrano evocare i dipinti di Brueghel e di Bosch.

## Edizioni
- Giuseppe Pederiali, Donna di spade, collana La scala, Milano, Rizzoli, 1991, ISBN 88-17-66514-2.
- Giuseppe Pederiali, Donna di spade, Milano, Euroclub, 1992.
- Giuseppe Pederiali, Donna di spade, collana Fette di melone, n. 22, Firenze, Sansoni per la scuola, 1992, ISBN 88-383-1408-X.